# بیلی گودوین
بیلی گودوین (انگلیسی: Billy Goodwin؛ ژانویه ۱۸۹۲ – ۹ ژوئیهٔ ۱۹۵۱) بازیکن فوتبال اهل بریتانیا بود.
از باشگاه‌هایی که در آن بازی کرده‌است می‌توان به باشگاه فوتبال دارتفورد، باشگاه فوتبال بلکبرن روورز، باشگاه فوتبال اولدهام اتلتیک، باشگاه فوتبال ساوتند یونایتد، باشگاه فوتبال اکستر سیتی، باشگاه فوتبال منچستر یونایتد، باشگاه فوتبال کونگلتون تاون، و باشگاه فوتبال درویلزدن اشاره کرد.